# Tram van Boedapest

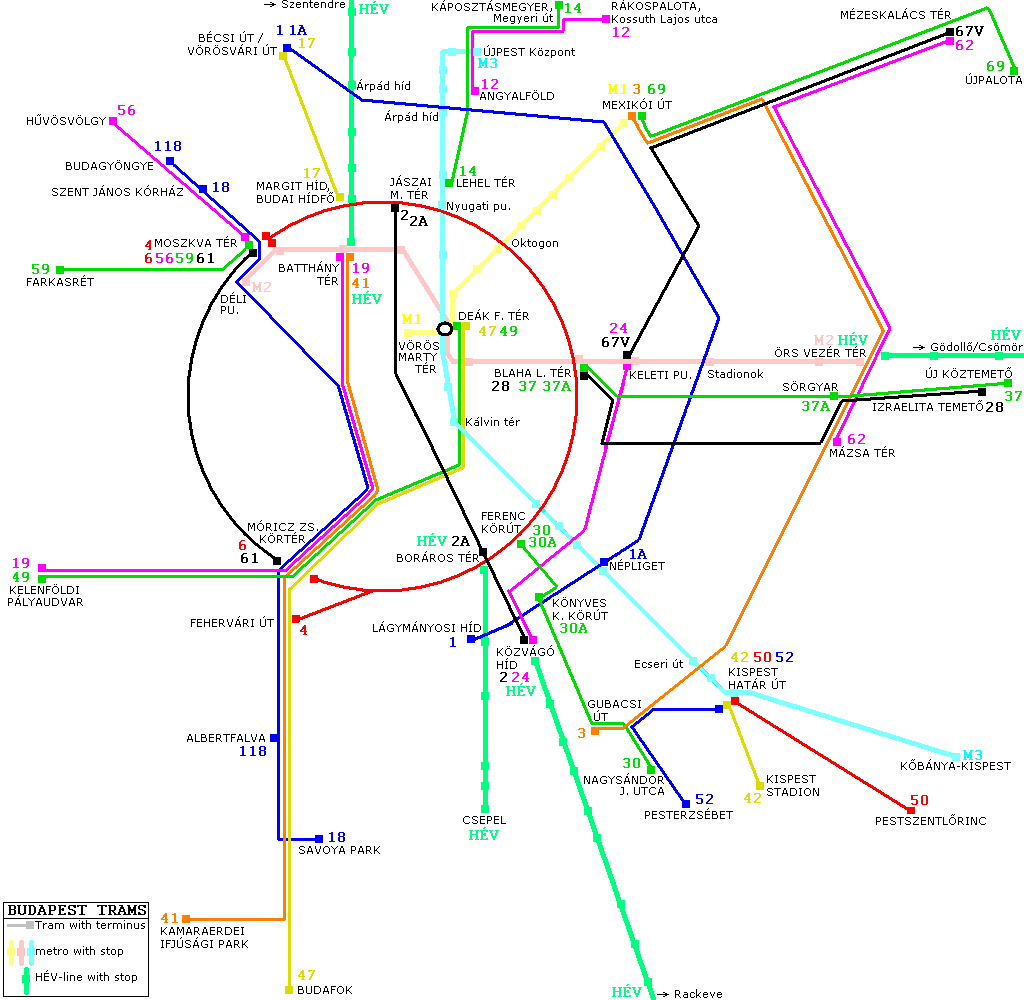
Schematische weergave van het tramnet in Boedapest (situatie 2006)

De eerste Boedapestse tram was een paardentramlijn die werd ingehuldigd in 1866. Het was de start van een ontwikkeling die leidde naar een van de grootste trambedrijven van Europa. In 1896 werd in Boedapest de tweede metrolijn ter wereld in gebruik genomen.

## Voor de Eerste Wereldoorlog

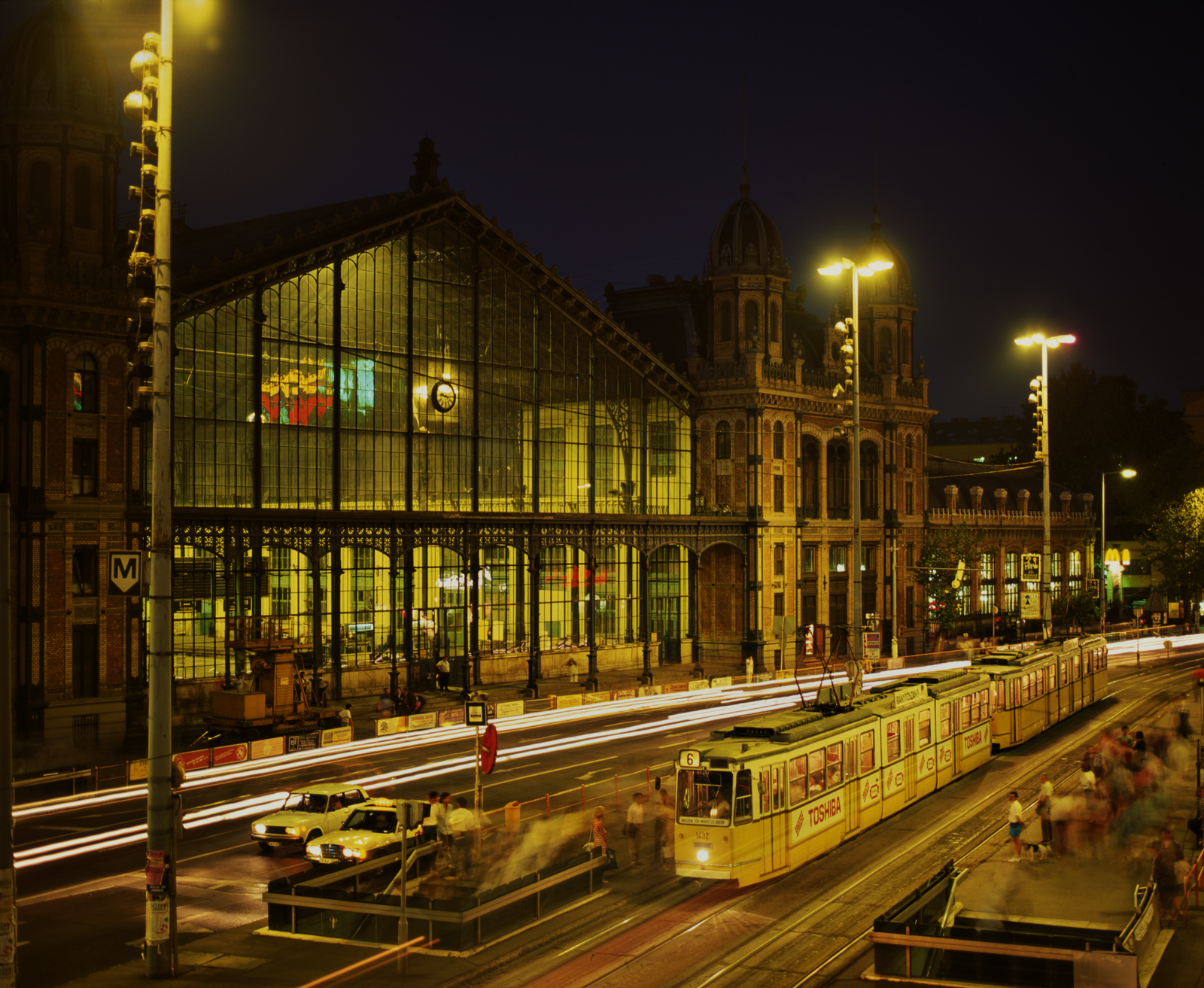
Een dubbelgelede gekoppelde Ganztram op lijn 4/6 voor het Weststation

De eerste paardentramlijn reed over de lijn Kálvin tér – Újpest, wat vandaag de dag nog een van de grootste vervoersstromen van Boedapest is. Na het succes van de paardentramlijn werden in hoog tempo, door elkaar beconcurrerende bedrijven, lijnen aangelegd.
Dit vormde een groot probleem bij de expansie van de netwerken: verbindingen tussen de verschillende netwerken was er niet en reizigers moesten vaak te voet de onderlinge afstanden overbruggen. Na vele fusiegolven en het eenmaken van Boedapest in 1873 ontstond er echter één groot vervoersbedrijf: BKVT.
In 1887 startte de eerste elektrische tramlijn in Boedapest. Het was een smalspoorlijn (1000mm spoorbreedte) over de Nagykörút (Grote Boulevard) tussen het Weststation (Nyugati pályaudvar) en Király utca. Het betrof hier een proefbedrijf dat gefinancierd was door een van de pioniers in elektrische tractie, Siemens und Halske. Het trammetje was een groot succes en daarom richtte Siemens in de stad eigenhandig een eigen trambedrijf op: BVV. Toen Siemens haar belangen in BVV verkocht, werd de maatschappij omgedoopt tot BVVV.
In 1889 werd de eerste normaalspoortramlijn geopend en de oude paardentrammaatschappij BKVT begon in een enorm tempo haar lijnen te elektrificeren. Deze beslissing ontketende een strijd tussen BKVT en BVVV waarbij beide bedrijven te allen prijze probeerden de beste routes voor het eigen belang te elektrificeren. De inwoners van Boedapest profiteerden enorm van deze strijdvaardigheid en de ene naar de andere goed functionerende tramlijn werd geopend. Al voor de Eerste Wereldoorlog was het trambedrijf van Boedapest een van de grootste van Europa.
BKTV ging voor haar eigen tramlijnen oneven nummers hanteren (1 tot en met 77) en BVVV gebruikte de even nummers 2 tot en met 50. Trams van het ene bedrijf reden niet over de sporen van het andere.

## Interbellum
Na het einde van de Eerste Wereldoorlog was de situatie in Hongarije deplorabel en het tramnet was die jaren slecht onderhouden; er waren helemaal geen investeringen gedaan. Na de twee revoluties in 1919 kwam er in de jaren 1920 wat beterschap. Beide partijen erkenden dat samenwerken tot grotere efficiëntie kon leiden. In 1923 gingen beide bedrijven zelfs samen in de BSZK Rt. Trams, elektrische installaties, wissels enz. werden gestandaardiseerd en de stroomtoevoer werd verbeterd.
Na de fusie startte het nieuwe bedrijf ook enkele experimenten met tramtypes en dienstuitvoeringen die toen in de vakpers toonaangevend werden genoemd. De eerste tram-treinen ontstonden: twee motorwagens werden rug aan rug aan elkaar gekoppeld, zodat geen eindpuntlussen nodig waren. Het andere grote pluspunt was het sterke gecombineerde motorvermogen.
Een ander idee was het toevoegen van één bijwagen tussen de twee motorwagens zodat, voor die tijd, lange combinaties ontstonden die zonder probleem rond de 200 passagiers konden vervoeren.
Het gehele tramnet werd vernieuwd en de lijnen in de smalle straten in de binnenstad van Pest werden opgeheven. Er werden nieuwe verbindingen gebouwd zodat langere, efficiëntere en passagiersvriendelijke routes in gebruik konden worden genomen. Bovendien startte de BSZK Rt. op zeer bescheiden schaal busdiensten.

## Na de Tweede Wereldoorlog

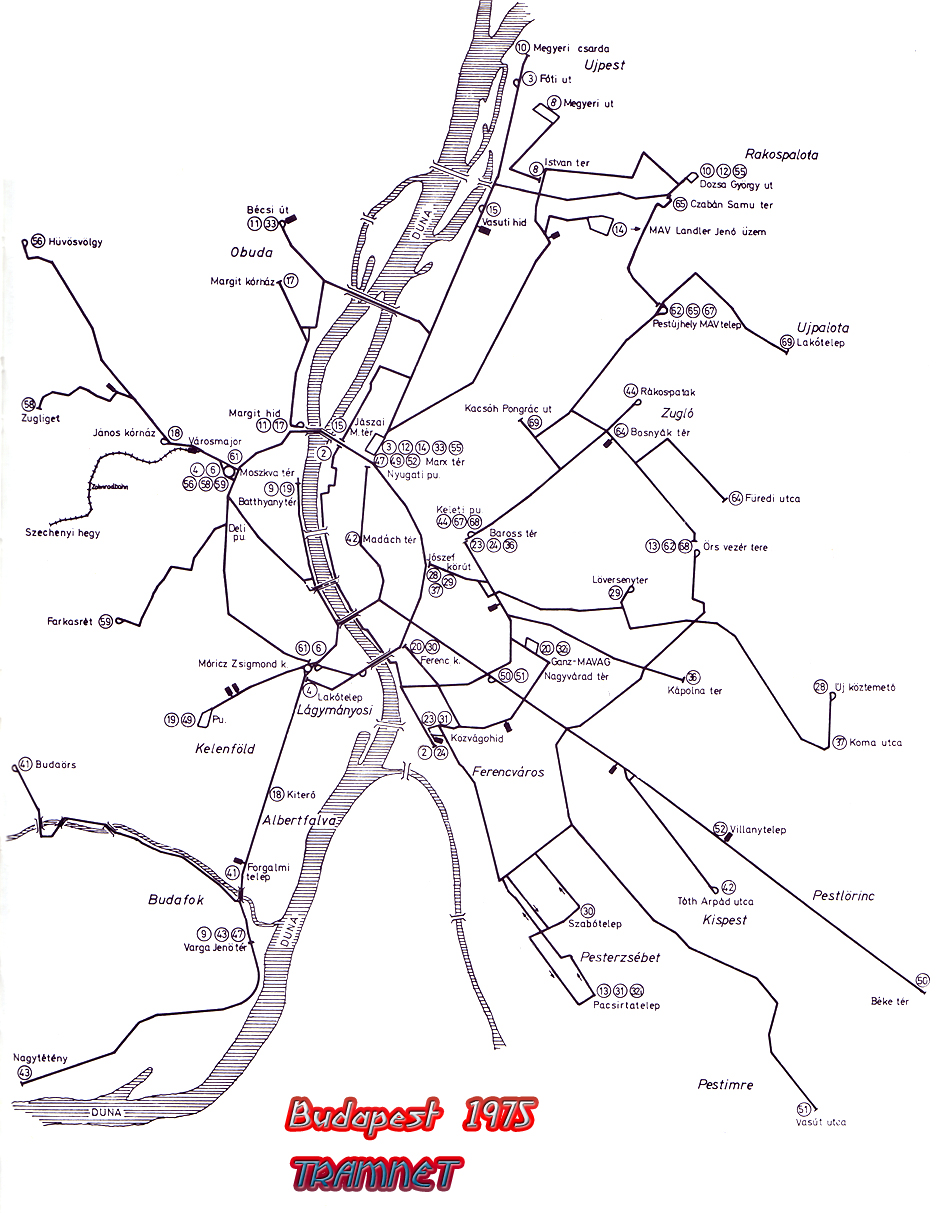
Schematische weergave van het tramnet in Boedapest in 1975

De situatie na de Tweede Wereldoorlog was catastrofaal. Tienduizenden burgers waren de stad uit gevlucht of gedood, alle bruggen over de Donau waren vernietigd en er was geen elektriciteit.
In 1950 zag een nieuw bedrijf in staatseigendom het levenslicht met 100% gemeentelijke controle: FVV (Fővárosi Villamosvasút = Hoofdstedelijke Tramwegen). Trams en trolleybussen waren onderdeel van FVV; dieselbussen, metro en de HÉV niet.
Veel geld voor nieuw trammateriaal was er niet en daarom startte FVV met het opwaarderen van soms wel 50 jaar oude trams. De bekabeling werd vernieuwd, de motoren versterkt, de trucks verzwaard en vele tweeassige trams kregen nieuwe stalen carrosserieën. Bijna alle wagens werden geschikt gemaakt om als tram-trein te functioneren.
In dezelfde tijd werden de beroemde UV-trams geïntroduceerd. Deze trams bepaalden jarenlang het tramnet. Het zijn grote vierassige trams met elektromechanische deuren, die met een tussenwagen tram-treinen vormden die 350 passagiers konden vervoeren. Dit werd ook mogelijk gemaakt omdat er niet veel zitplaatsen werden ingebouwd.
Vanaf de jaren 1950 werd het tramnet simpeler gemaakt en vele onrendabele lijnen werden opgeheven. Toch bleef het tramnetwerk relatief groot omdat achter het IJzeren gordijn het privévervoer in de vorm van eigen autobezit zich bij lange na niet zo fors ontwikkelde.
In 1967 werd al het openbaar vervoer in Boedapest in één bedrijf ondergebracht: BKV. De metro kreeg prioriteit en de trams werden verwaarloosd. De trams waren toen tussen de 25 en 70 jaar oud en duur in exploitatie en onderhoud. Er was echter geen geld voor een goede modernisering: het weinige geld dat er was, werd besteed aan het in bedrijf houden van sporen en bovenleiding.

## Na 1990
Na de val van het IJzeren Gordijn raakte Hongarije economisch aan lagerwal. Door de sterke inflatie, de sterke verhoging van marktconforme elektriciteitsprijzen en de opkomst van privévervoer had de BKV nauwelijks nog werkingsmiddelen. Een rit met een tram in Boedapest was een langzame, hobbelige en lawaaierige aangelegenheid. De goede kwaliteiten van de Tatratrams en de dubbelgelede Ganztrams werden geheel tenietgedaan door frequente ontsporingen en kapotgetrokken bovenleidingen. Bovendien explodeerde de prijs van een tramkaartje, van 5 forint in 1990 naar meer dan 200 in 2006.
Vele tramlijnen werden opgeheven: ongeveer 30 van de oorspronkelijk 60 tramlijnen bleven over.
Het onderhoud dat na 1992 werd gepleegd betrof de opwaardering van metrolijn 1 en de vernieuwing van sporen over de Grote Boulevard (voor de lijnen 4 en 6, van Kálmán Széllplein naar Móricz Zsigmond körtér of Újbuda-központ).
Aan het eind van de crisis van de jaren 1990 kwam er nieuwe inspiratie en elan in het bedrijf. Meer moderniseringen en verbeteringen werden doorgevoerd: lijn 14 werd verlengd over een ongebruikte metrobedding en lijn 1 werd verder uitgebreid en rijdt nu over de hele buitenste ring van Pest (de Hungáriaring) tot over de Donauoever naar het eindpunt van tramlijn 17. In zuiden steekt de lijn vanaf 20 maart 2015 opnieuw de Donau over en eindigt voorlopig bij de aansluiting met de tramlijnen bundel (18, 41, 47, 48) (Etele út/Fehérvári út). Het definitief eindpunt wordt het OV knooppunt van Kelenföld vasútállomás van spoorweg, metro en tram.
Ook ontstond lijn 3 door koppeling van de lijnen 13 en 63 die een nog wijdere ring berijdt dan lijn 1.
De grootste ontwikkeling van de laatste jaren is echter de aanschaf van nieuwe lagevloertrams van Siemens – de langste tot nu toe, 54 meter – voor de lijnen 4 en 6. In 2016 werden die echter alweer "ingehaald" door 56 meter lange trams van CAF; die zijn nu de langste ter wereld.

## Rollend materieel

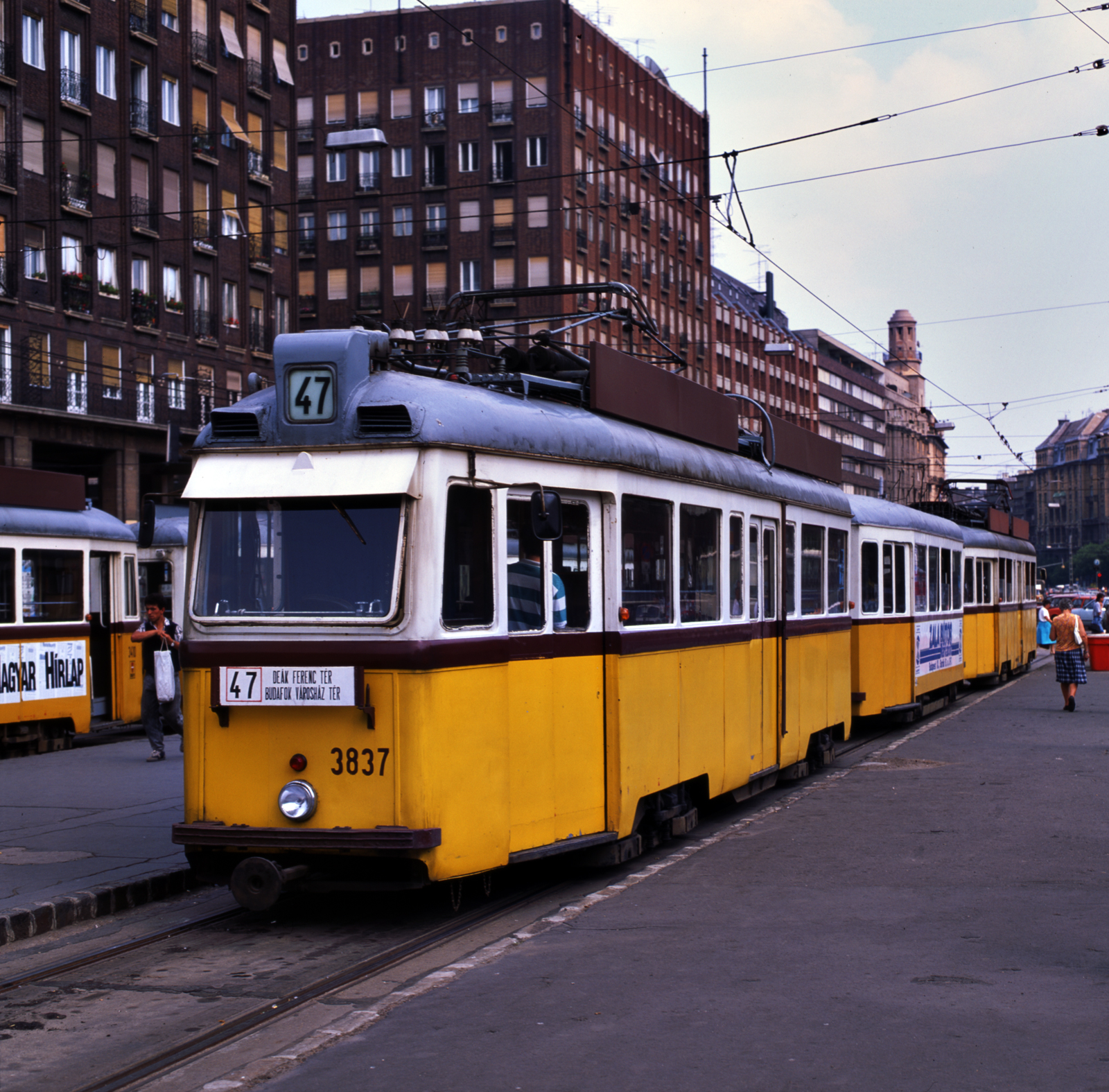
Twee UV-motorwagens met daartussen een tweeassige bijwagen vormen een tram-trein op lijn 47, Déak Ferenc tér

De volgende tramtypes zijn momenteel in dienst (al het materieel is geschikt voor tweerichtingexploitatie):

### UV-trams
De UV-trams werden in vier series (UV1, UV2, UV3, UV5) gebouwd door Ganz van 1956 tot 1965. Dit ontwerp was een licht tramtype dat in tram-treinen dienst kon doen.
Uiteindelijk werden 375 units gebouwd, die gedurende vele jaren Boedapest domineerden. De series dragen de nummers 3200-3249 (UV1), 3250-3299 (UV2), 3300-3474 (UV3) en 3800-3899 (UV5). De UV4 bestond enkel op papier, maar werd nooit uitgevoerd.
De voorlopers van deze trams waren zogenaamde Stuka's. Deze naam kregen zij omdat hun huilende motoren grote gelijkenis vertoonden met de Duitse Stuka-gevechtsvliegtuigen van de Luftwaffe.
Sinds 20 augustus 2007 zijn deze trams uit het straatbeeld van Boedapest verdwenen. De trams rijden nu nog alleen als historische trams.

### ICS
Deze dubbelgelede types werden door Ganz gebouwd vanaf 1967 tot 1978. ICS is de afkorting van ipari csuklós (Industriële gelede tram).
Deze achtassige trams – genummerd in de series 1300 en 1400 – werden gekoppeld in dienst gesteld op de lijnen 4 en 6. Vanaf 2007 rijden daar alleen maar Combino's. Verder worden ze als solowagen inzet op enkele andere lijnen. Vanwege de vernieuwing van de Margit-híd werden er in 2010 vier gekoppelde trams op tramlijn 4 ingezet.

### KCSV7
Dit broertje van de ICS werd ook gebouwd van 1967 tot 1978. Deze tram wordt enkel ingezet op lijnen 2 en 24.

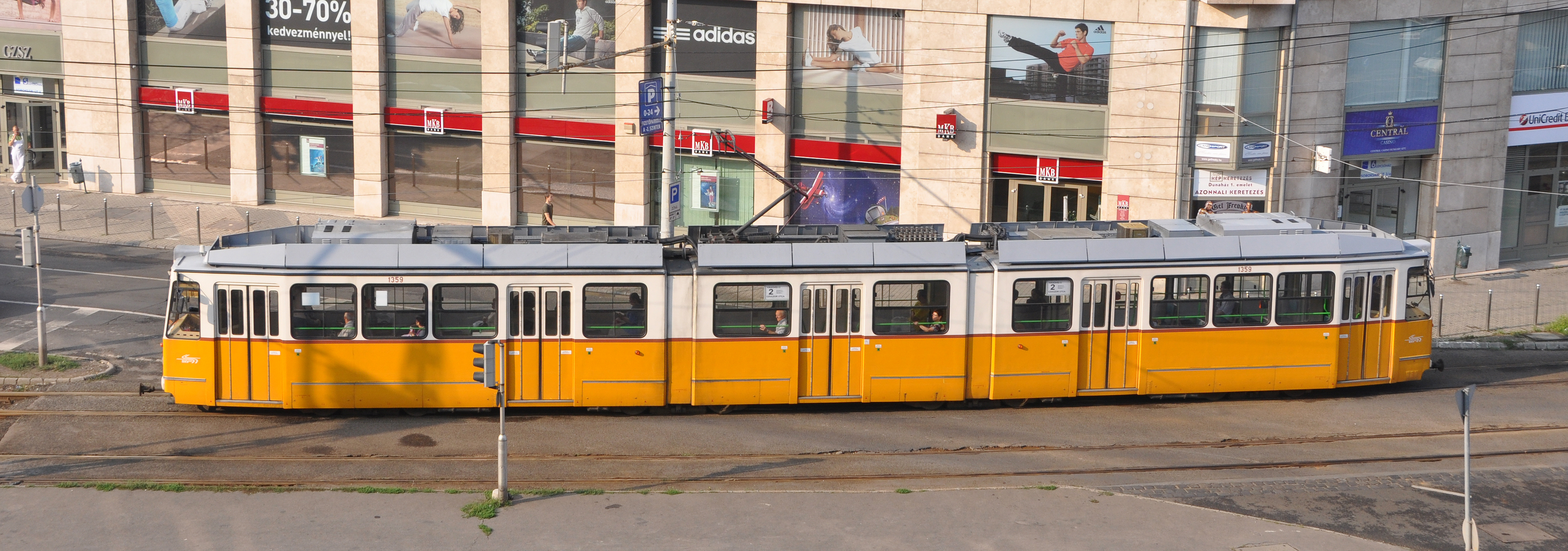
Tram nummer 1359 van het type Ganz KCSV7 op lijn 2 in de Soroksárilaan (Soroksári út)

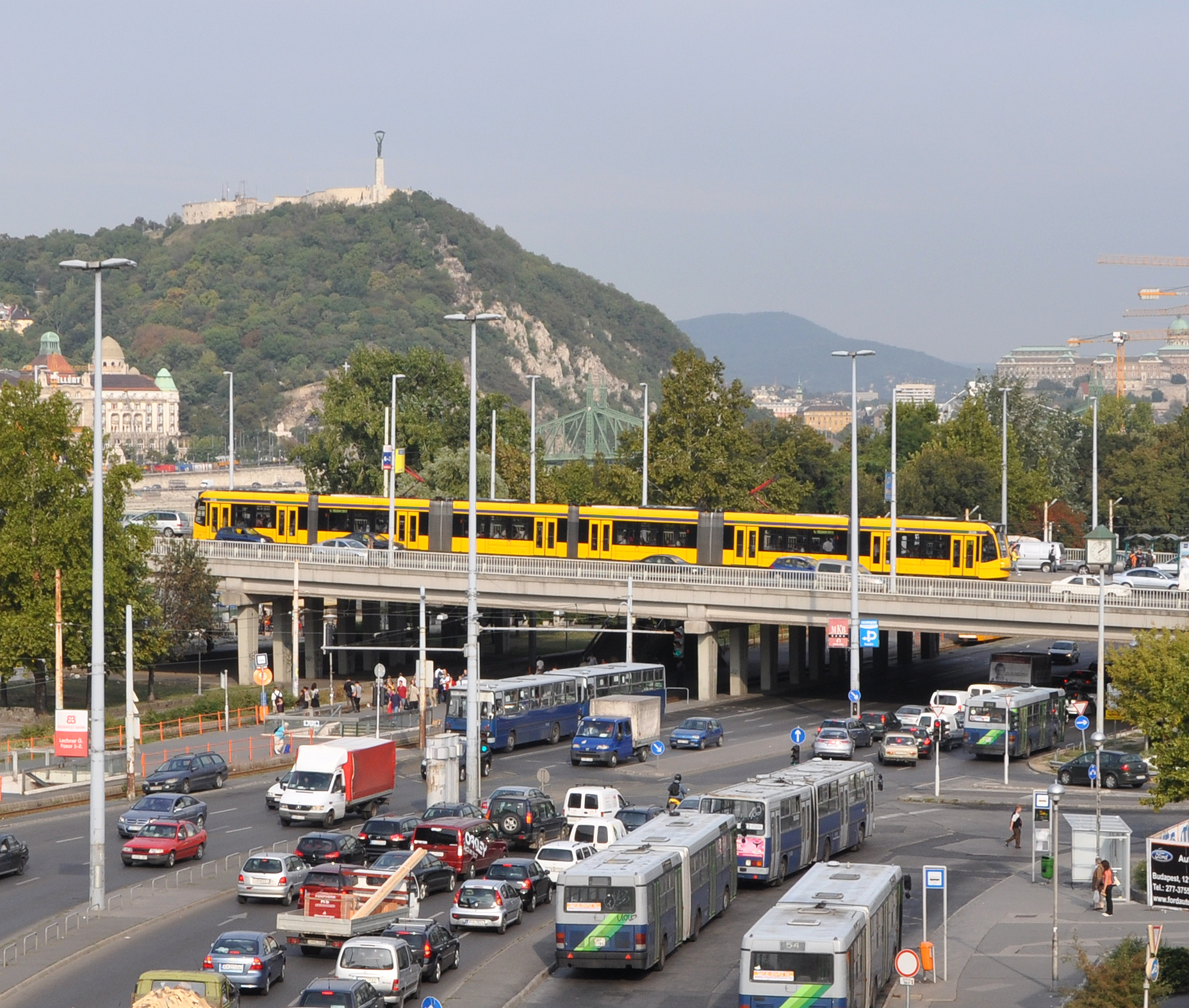
Een Siemens Combino-plus lagevloertram van lijn 4/6 op de Petőfibrug, ter hoogte van het Borárosplein (Boráros tér)

### T5C5
Deze vierassige Tsjechische Tatratrams werden gebouwd tussen 1980 en 1984. Het waren de eerste trams in 100 jaar die niet in Hongarije gebouwd werden. Er werden 322 stuks van aangeschaft, die genummerd zijn van 4000 tot 4171 en van 4200 tot 4349. Deze trams rijden onder andere op lijnen 1, 1A, 12, 14, 18, 28, 28A, 37, 37A, 59, 59A en 61. Op lijn 1 en 14 (lijn 14 alleen door de week) wordt gereden met driewagenformaties waarbij de motorwagens ,welke maar één stuurstand hebben, kont aan kont gekoppeld worden ingezet.

### TW6000
Deze dubbelgelede trams werden oorspronkelijk gebouwd voor Hannover (vandaar hun bijnaam Hannoveri – Hannoverse trams). Deze trams werden vanaf 1974 gebouwd, en na hun afdanking in Hannover vanaf 2002 verkocht aan BKV. 76 wagens werden aangeschaft die geel werden geschilderd en de nummers 1500-1575 kregen alhoewel in de meeste wagens binnen nog het oude Hannoverse 6000 nummer te vinden is. Ook werden alle ruiten vervangen door schuiframen in verband met het warmere klimaat. De Hannoverse trams zijn een duidelijke image verbetering ten opzichte van het meer dan 50 jaar oude buitendienst gestelde oudere materieel. Wel hebben de wagens vanaf de straat een vrij hoge instap omdat de wagens eigenlijk grotendeels voor tunnelperrons zijn ontworpen en deze in Boedapest niet voorkomen. Deze opvallend stille (naar Hongaarse normen) trams rijden op lijnen 3, 42, 50, 51, 51A, 52, 62 en 69.
In 2010 heeft de Haagse Tramweg Maatschappij (de HTM) zijn TW6000's aan Boedapest verkocht.

### Combino

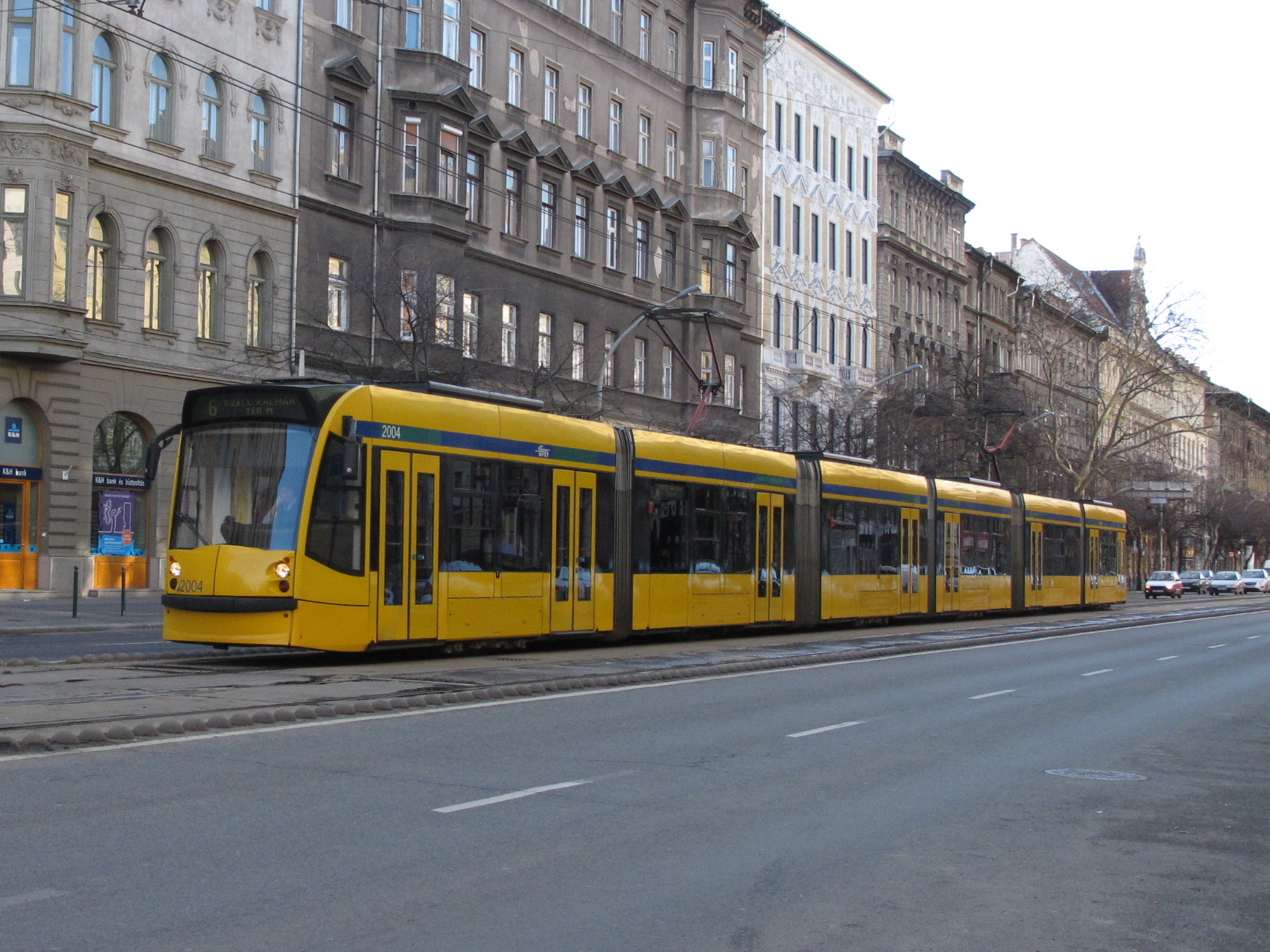
Combino 2004

De 40 Combino trams in Boedapest, genummerd 2001-2040, zijn de eerste fabrieksnieuwe trams daar in meer dan 25 jaar. Het is een lagevloertram van Siemens, waarvan een eerdere versie onder andere ook in Amsterdam rijdt. Het is een zesdelige wagen waarbij de bakken echter van staal zijn en langer zijn dan bij de andere Combino's. De tweede en de vierde geleding is extra breed uitgevoerd. Ook hebben ze alleen eenpersoonsbankjes en dus veel staplaatscapaciteit. De wagens waren met bijna 54 meter tot 2016 de langste passagierstrams ter wereld. In 2006 werd de tram voor het eerst ingezet op de lijn 4/6 over de Nagykörút (Grote Boulevard), de drukste tramlijn van Boedapest. Hun bijnaam is óriáshernyó – rups. Op 4 mei 2007 werd de laatste tram afgeleverd. Ook zijn de haltes verhoogd langs de route van lijn 4/6. 

### CAF Urbos 3
In 2015/16 werden 17 nieuwe trams afgeleverd van 56 meter lang, verdeeld over negen delen. Daarmee zijn het de langste trams ter wereld. Daarnaast werden nog 56 vijf-delige trams van hetzelfde type afgeleverd tussen 2015 en 2021.

## Enkele cijfers
- lengte van het tramnet: 160 kilometer.(2022)[3]
- Aantal lijnen: 25(2022)
- Aantal haltes: 630(2011)[4]
- Aantal trams in dienst: 320(2023)[5]
- Gemiddelde snelheid: 13,4 kilometer per uur.(2002)
- Passagiers per jaar: 364,2 miljoen(2022)[6]
- Passagiers per dag: 930.000.[7]

## Huidig netwerk
| Lijn | Sinds                                    | Reisweg                                                                                          | Kortere dienst                                                      |
| ---- | ---------------------------------------- | ------------------------------------------------------------------------------------------------ | ------------------------------------------------------------------- |
| 1    | 1984                                     | Bécsi út / Vörösvári út – Etele út/Fehérvári út                                                  |                                                                     |
| 2    | 1945                                     | Jászai Mari tér – Közvágóhíd H                                                                   |                                                                     |
| 3    | 2001                                     | Mexikói út M – Gubacsi út / Határ út                                                             |                                                                     |
| 4    | 1951                                     | Széll Kálmán tér M – Újbuda-központ M                                                            |                                                                     |
| 6    | 1945                                     | Széll Kálmán tér M – Móricz Zsigmond körtér M                                                    |                                                                     |
| 12   | 1955                                     | Angyalföld kocsiszín – Rákospalota, Kossuth utca                                                 |                                                                     |
| 14   | 1955                                     | Lehel tér M – Káposztásmegyer, Megyeri út                                                        |                                                                     |
| 18   | 1949                                     | Széll Kálmán tér M – Savoya Park                                                                 |                                                                     |
| 19   | 1964                                     | Batthyány tér M+H – Kelenföld vasútállomás M                                                     |                                                                     |
| 24   | 1951                                     | Keleti pályaudvar M – Közvágóhíd H                                                               |                                                                     |
| 28   | 1945                                     | Blaha Lujza tér M – Izraelita temető                                                             |                                                                     |
| 37   | 1945                                     | Blaha Lujza tér M – Új köztemető (Kozma utca)                                                    | 37A: Blaha Lujza tér M – Sörgyár                                    |
| 41   | 1963                                     | Batthyány tér M+H – Kamaraerdei Ifjúsági Park                                                    |                                                                     |
| 42   | 1959                                     | Határ út M – Kispest, Tulipán utca                                                               |                                                                     |
| 47   | 1960                                     | Deák Ferenc tér M – Városház tér                                                                 |                                                                     |
| 48   | 2014                                     | Deák Ferenc tér M – Savoya Park                                                                  |                                                                     |
| 49   | 1945                                     | Deák Ferenc tér M – Kelenföld vasútállomás M                                                     |                                                                     |
| 50   | 1945                                     | Határ út M – Pestszentlőrinc, Béke tér                                                           |                                                                     |
| 51   | 1945-2008 (30) 2008-2011 (21) 2011- (51) | Mester utca / Ferenc körút – Nagysándor József utca (voorheen lijn 21/21A, daarvoor lijn 30/30A) | 51A: Mester utca / Ferenc körút – Ferencváros vasútállomás          |
| 52   | 1980                                     | Határ út M – Pesterzsébet, Pacsirtatelep                                                         |                                                                     |
| 59   | 1945                                     | Szent János Kórház – Márton Áron tér                                                             | 59A Széll Kálmán tér M – Márton Áron tér                            |
| 60   | 1874                                     | Városmajor – Széchenyi-hegy (tandradbaan)                                                        |                                                                     |
| 61   | 1945                                     | Hűvösvölgy – Móricz Zsigmond körtér M                                                            |                                                                     |
| 62   | 1964                                     | Blaha Lujza tér M – Rákospalota, MÁV-telep                                                       | 62A: Kőbánya alsó vasútállomás (Mázsa tér) – Rákospalota, MÁV-telep |
| 69   | 1973                                     | Mexikói út M – Újpalota, Erdőkerülő utca                                                         |                                                                     |

## Tandradbaan en trolleybussen
Naast het tram, metro en gewone busnet heeft Buda ook nog een tandradbaan die als lijn 60 in het normale tramnet wordt geëxploiteerd met extra breed materieel.
Daarnaast is er in Pest ook nog een uitgebreid trolleybusnetwerk met zowel gewone als gelede trolleybussen.

## Trivia
- De onderhoudstoestand van de rails laat op veel plaatsen te wensen over. Op diverse plaatsen zijn er verzakkingen en gelden op veel baanvakken en op wissels snelheidsbeperkingen tot 10 kilometer per uur. Met name de ex Hannoverse wagens, ontworpen als ondergrondse stadtbahnwagens, slingeren dan hevig. Anderzijds kunnen met name de Tatra's op rechte baanvakken hoge snelheden ontwikkelen. Op sommige (buiten)trajecten worden diverse spoorlijnen gelijkvloers gekruist.
- Op sommige plaatsen in de stad waar tram en trolleybus samen rijden is een zeer gecompliceerde bovenleidingconstructie aanwezig. De bovenleidingmasten zijn op bepaalde plaatsen, met name in Pest, ernstig verroest.
- Opvallend is de enkelsporige lus die lijn 51 berijdt in de wijk Pesterzsébet en welke in een richting wordt bereden, en de dubbele enkelsporige lus welke lijn 52 berijdt eveneens in Pesterzsébet.
- Opvallend is dat behalve de lijnen 1, 1A, 3, 4, 6, 14, 41 en 61 de lijnen vrij kort zijn en een rijtijd van meestal maar ongeveer 20 minuten hebben. Ook opvallend is het aantal verschillende kopeindpunten waarbij soms wel en soms geen verbinding met de kruisende lijn bestaat.
- Op het tram-, metro-, (trolley)bus- en tandradbaannet vindt in burger zeer intensief controle plaats op het bezit van een geldig vervoersbewijs. Desondanks ziet het grootste deel van het materieel er door de intensieve graffiti verloederd uit.